# Malin Svahnström
Malin Svahnström (n. 10 iunie 1980, Upplands Väsby⁠(d), Comitatul Stockholm, Suedia) este o înotătoare suedeză, medaliată olimpică. A participat la 2 ediții ale Jocurilor Olimpice (2000, 2004) în care a câștigat o medalie de bronz.